# 熊远明
熊远明（？—），男，壮族，广西贵港人，中华人民共和国政治人物，现任中国国家图书馆馆长、党委副书记、国家古籍保护中心主任、国家典籍博物馆馆长。
此前，熊远明长期在中华人民共和国文化和旅游部任职。